# ターゲットボール
ターゲットボールは、両手にラケットをつけ、競技台のターゲットにボールをバウンドさせ、得点を競ったり、ラリーを楽しんだりするニュースポーツである。1999年、上田茂によって発明された。

## 概要
競技は、競技台上にボールをバウンドさせながら行う。サーブは、ラケットを装着した両手にボールをはさみ、もしくはラケットでお手玉をし、上方へボールを上げ、必ず競技台上に打ち込む。最初はじゃんけん等で、どの競技者又はチームがサーブをするかを決める。2回目からは、競技台上にボールを打ち返せなかった競技者又はチームが行う。競技台上に打ち込まれたボールは、必ず受けてから打ち返す。受けてから打ち返したボールが、ターゲット内で第1バウンドした時を得点とし、1点ずつ加算する。但し、手の平を上に向けた状態で打ち上げたボールは、得点にならない。ラリーの中で、お互いの競技者又はチームが得点を重ねる。基本的には、失敗による失点やサーブによる得点は無い。競技台は陣地の区別が無く、お手玉をしながら移動して、360度のどの方向からでも、競技台にボールが打ち返せる。
競技種目のタイプは、対戦型競技（ソフトトライ,ハードトライ）と、記録作りをする協力型競技（タイムトライ,スーパートライ,パーフェクトトライ）の2つのタイプが有る。例外的に、サーブが得点になる場合がある種目や、失敗が失点になる場合がある種目も有る。但し、点数は1点ずつ入る。

## 基本技術
- お手玉 相手からの打球を片方のラケットで受け、ボールをお手玉するように打ち上げ、打ち返しやすい態勢を作ったり、場所を移動したりする技術だ。
- キャットスマッシュ 受けたボールを上方に上げ、猫が獲物に手をかけるような速い動作で、上から斜め下のターゲットに向けて打ち下ろすスマッシュだ。

## 範囲
- ターゲット 競技台の中央に描かれている、小さい6角形の緑色の線上、及びその内側の白い部分だ。
- 競技台 競技台に描かれている、大きい6角形の緑色の線上、及びその内側の部分で、ターゲットを含む。

## 禁止事項
1. 競技台上に打ち込まれたボールを、ダイレクトに打ち返すこと。
2. 競技台の真上から、競技台にボールを打ち込むこと。
3. 競技台上でボールが止まってしまった時に、風を起こさずにボールを動かすこと。
4. ボールをノーバウンドで相手側に行くように打つこと。
5. サーブの時以外にボールを静止させること。
6. 競技中に競技台に触れること。

禁止事項を行った場合には、その人のミスとみなす。その人が競技台上にボールを打ち返せなかった場合と同じことになる。